# Arbër Hoxha
Arbër Hoxha (Pejë, 6 ottobre 1998) è un calciatore kosovaro naturalizzato albanese, attaccante della Dinamo Zagabria e della nazionale albanese.

## Carriera

### Club
Ha giocato nella massima serie kosovara (con il Prishtina ha anche giocato due partite nei turni preliminari di Europa League) e in quella croata (8 presenze con la Lokomotiva Zagabria, più la militanza nello Slaven Belupo dal 2022).
Il 18 gennaio 2024 si trasferisce a titolo definitivo per un milione di euro alla squadra croata della Dinamo Zagabria.

### Nazionale
Nel 2019 ha giocato una partita con la nazionale kosovara Under-21.
Il 12 gennaio 2020 ha esordito con la nazionale maggiore kosovara giocando l'amichevole persa 1-0 contro la Svezia.
Successivamente opta per rappresentare l'Albania, da cui viene convocato per la prima volta nel marzo 2024.

## Statistiche

### Presenze e reti nei club
Statistiche aggiornate al 26 maggio 2024.
| Stagione             | Squadra              | Campionato           | Campionato | Campionato | Coppe nazionali | Coppe nazionali | Coppe nazionali | Coppe continentali | Coppe continentali | Coppe continentali | Altre coppe | Altre coppe | Altre coppe | Totale | Totale |
| Stagione             | Squadra              | Comp                 | Pres       | Reti       | Comp            | Pres            | Reti            | Comp               | Pres               | Reti               | Comp        | Pres        | Reti        | Pres   | Reti   |
| -------------------- | -------------------- | -------------------- | ---------- | ---------- | --------------- | --------------- | --------------- | ------------------ | ------------------ | ------------------ | ----------- | ----------- | ----------- | ------ | ------ |
| 2015-2016            | Istogu               | SL                   | 9          | 2          | CK              | 1               | 0               | -                  | -                  | -                  | -           | -           | -           | 10     | 2      |
| 2016-gen. 2017       | Hajvalia             | SL                   | 1          | 0          | CK              | 0               | 0               | -                  | -                  | -                  | -           | -           | -           | 1      | 0      |
| gen.-giu. 2017       | Prishtina            | SL                   | 3          | 0          | CK              | 0               | 0               | -                  | -                  | -                  | -           | -           | -           | 3      | 0      |
| lug.-ago. 2017       | Prishtina            | SL                   | 0          | 0          | CK              | 0               | 0               | UEL                | -                  | -                  | SK          | 1           | 0           | 1      | 0      |
| 2017-gen. 2018       | Besa Peć             | SL                   | 19         | 3          | CK              | 0               | 0               | -                  | -                  | -                  | -           | -           | -           | 19     | 3      |
| gen.-giu. 2018       | Prishtina            | SL                   | 12         | 1          | CK              | 2               | 0               | UEL                | -                  | -                  | SK          | -           | -           | 14     | 1      |
| 2018-2019            | Prishtina            | SL                   | 16         | 1          | CK              | 1               | 0               | UEL                | 2                  | 0                  | SK          | 1           | 0           | 20     | 1      |
| Totale Prishtina     | Totale Prishtina     | Totale Prishtina     | 31         | 2          |                 | 3               | 0               |                    | 2                  | 0                  |             | 2           | 0           | 38     | 2      |
| 2019-2020            | Ballkani             | SL                   | 24         | 6          | CK              | 5               | 1               | -                  | -                  | -                  | -           | -           | -           | 29     | 7      |
| 2020-2021            | Ballkani             | SL                   | 17         | 8          | CK              | 1               | 0               | UEL                | -                  | -                  | SK          | 0           | 0           | 18     | 8      |
| Totale Ballkani      | Totale Ballkani      | Totale Ballkani      | 41         | 14         |                 | 6               | 1               |                    | 0                  | 0                  |             | 0           | 0           | 47     | 15     |
| 2021-feb. 2022       | Lokomotiva Zagabria  | 1. HNL               | 8          | 0          | CC              | 3               | 0               | -                  | -                  | -                  | -           | -           | -           | 11     | 0      |
| feb.-giu. 2022       | Slaven Belupo        | 1. HNL               | 10         | 0          | CC              | 0               | 0               | -                  | -                  | -                  | -           | -           | -           | 10     | 0      |
| 2022-2023            | Slaven Belupo        | 1. HNL               | 33         | 7          | CC              | 2               | 0               | -                  | -                  | -                  | -           | -           | -           | 35     | 7      |
| 2023-gen. 2024       | Slaven Belupo        | 1. HNL               | 18         | 5          | CC              | 2               | 1               | -                  | -                  | -                  | -           | -           | -           | 20     | 6      |
| Totale Slaven Belupo | Totale Slaven Belupo | Totale Slaven Belupo | 61         | 12         |                 | 4               | 1               |                    | -                  | -                  |             | -           | -           | 65     | 13     |
| gen.-giu. 2024       | Dinamo Zagabria      | 1. HNL               | 15         | 1          | CC              | 3               | 0               | UCL+UEL+UECL       | 0+0+4              | 1                  | SC          | -           | -           | 22     | 2      |
| Totale carriera      | Totale carriera      | Totale carriera      | 185        | 34         |                 | 20              | 2               |                    | 6                  | 1                  |             | 2           | 0           | 213    | 37     |

### Cronologia presenze e reti in nazionale
| Cronologia completa delle presenze e delle reti in nazionale ― Albania | Cronologia completa delle presenze e delle reti in nazionale ― Albania | Cronologia completa delle presenze e delle reti in nazionale ― Albania | Cronologia completa delle presenze e delle reti in nazionale ― Albania | Cronologia completa delle presenze e delle reti in nazionale ― Albania | Cronologia completa delle presenze e delle reti in nazionale ― Albania | Cronologia completa delle presenze e delle reti in nazionale ― Albania | Cronologia completa delle presenze e delle reti in nazionale ― Albania |
| Data                                                                   | Città                                                                  | In casa                                                                | Risultato                                                              | Ospiti                                                                 | Competizione                                                           | Reti                                                                   | Note                                                                   |
| ---------------------------------------------------------------------- | ---------------------------------------------------------------------- | ---------------------------------------------------------------------- | ---------------------------------------------------------------------- | ---------------------------------------------------------------------- | ---------------------------------------------------------------------- | ---------------------------------------------------------------------- | ---------------------------------------------------------------------- |
| 22-3-2024                                                              | Parma                                                                  | Albania                                                                | 0 – 3                                                                  | Cile                                                                   | Amichevole                                                             | -                                                                      | 79’                                                                    |
| 25-3-2024                                                              | Solna                                                                  | Svezia                                                                 | 1 – 0                                                                  | Albania                                                                | Amichevole                                                             | -                                                                      | 77’                                                                    |
| 3-6-2024                                                               | Szombathely                                                            | Albania                                                                | 3 – 0                                                                  | Liechtenstein                                                          | Amichevole                                                             | -                                                                      | 46’                                                                    |
| 7-6-2024                                                               | Szombathely                                                            | Albania                                                                | 3 – 1                                                                  | Azerbaigian                                                            | Amichevole                                                             | -                                                                      | 46’                                                                    |
| 15-6-2024                                                              | Dortmund                                                               | Italia                                                                 | 2 – 1                                                                  | Albania                                                                | Euro 2024 - 1º turno                                                   | -                                                                      | 68’ 74’                                                                |
| 19-6-2024                                                              | Amburgo                                                                | Croazia                                                                | 2 – 2                                                                  | Albania                                                                | Euro 2024 - 1º turno                                                   | -                                                                      | 85’                                                                    |
| 24-6-2024                                                              | Düsseldorf                                                             | Albania                                                                | 0 – 1                                                                  | Spagna                                                                 | Euro 2024 - 1º turno                                                   | -                                                                      | 70’                                                                    |
| 7-9-2024                                                               | Praga                                                                  | Ucraina                                                                | 1 – 2                                                                  | Albania                                                                | UEFA Nations League 2024-2025 - 1º turno                               | -                                                                      | 77’                                                                    |
| 10-9-2024                                                              | Tirana                                                                 | Albania                                                                | 0 – 1                                                                  | Georgia                                                                | UEFA Nations League 2024-2025 - 1º turno                               | -                                                                      | 61’                                                                    |
| 11-10-2024                                                             | Praga                                                                  | Rep. Ceca                                                              | 2 – 0                                                                  | Albania                                                                | UEFA Nations League 2024-2025 - 1º turno                               | -                                                                      | 65’                                                                    |
| 19-11-2024                                                             | Tirana                                                                 | Albania                                                                | 1 – 2                                                                  | Ucraina                                                                | UEFA Nations League 2024-2025 - 1º turno                               | -                                                                      | 51’                                                                    |
| 21-3-2025                                                              | Londra                                                                 | Inghilterra                                                            | 2 – 0                                                                  | Albania                                                                | Qual. Mondiali 2026                                                    | -                                                                      | 78’                                                                    |
| 24-3-2025                                                              | Tirana                                                                 | Albania                                                                | 3 – 0                                                                  | Andorra                                                                | Qual. Mondiali 2026                                                    | -                                                                      |                                                                        |
| 7-6-2025                                                               | Tirana                                                                 | Albania                                                                | 0 – 0                                                                  | Serbia                                                                 | Qual. Mondiali 2026                                                    | -                                                                      | 63’                                                                    |
| 10-6-2025                                                              | Riga                                                                   | Lettonia                                                               | 1 – 1                                                                  | Albania                                                                | Qual. Mondiali 2026                                                    | -                                                                      | 60’                                                                    |
| Totale                                                                 |                                                                        | Presenze                                                               | 15                                                                     |                                                                        | Reti                                                                   | 0                                                                      |                                                                        |

| Cronologia completa delle presenze e delle reti in nazionale ― Kosovo | Cronologia completa delle presenze e delle reti in nazionale ― Kosovo | Cronologia completa delle presenze e delle reti in nazionale ― Kosovo | Cronologia completa delle presenze e delle reti in nazionale ― Kosovo | Cronologia completa delle presenze e delle reti in nazionale ― Kosovo | Cronologia completa delle presenze e delle reti in nazionale ― Kosovo | Cronologia completa delle presenze e delle reti in nazionale ― Kosovo | Cronologia completa delle presenze e delle reti in nazionale ― Kosovo |
| Data                                                                  | Città                                                                 | In casa                                                               | Risultato                                                             | Ospiti                                                                | Competizione                                                          | Reti                                                                  | Note                                                                  |
| --------------------------------------------------------------------- | --------------------------------------------------------------------- | --------------------------------------------------------------------- | --------------------------------------------------------------------- | --------------------------------------------------------------------- | --------------------------------------------------------------------- | --------------------------------------------------------------------- | --------------------------------------------------------------------- |
| 12-1-2020                                                             | Doha                                                                  | Svezia                                                                | 1 – 0                                                                 | Kosovo                                                                | Amichevole                                                            | -                                                                     | 46’                                                                   |
| 8-6-2021                                                              | Manavgat                                                              | Kosovo                                                                | 1 – 2                                                                 | Guinea                                                                | Amichevole                                                            | -                                                                     | 46’                                                                   |
| 11-6-2021                                                             | Manavgat                                                              | Kosovo                                                                | 1 – 0                                                                 | Gambia                                                                | Amichevole                                                            | 1                                                                     | 69’                                                                   |
| Totale                                                                |                                                                       | Presenze                                                              | 3                                                                     |                                                                       | Reti                                                                  | 1                                                                     |                                                                       |

## Palmarès

### Club

#### Competizioni nazionali
- Coppa di Croazia: 1

Dinamo Zagabria: 2023-2024
- Campionato croato: 1

Dinamo Zagabria: 2023-2024